# Попов, Николай Захарович
Николай Захарович Попов (1915—1939) — советский военнослужащий. Участник боёв на реке Халхин-Гол, Герой Советского Союза (1939, посмертно). Отделенный командир.

## Биография
Родился 3 июня 1915 года в селе Солёное Займище Черноярского уезда Астраханской губернии Российской империи (ныне село Черноярского района Астраханской области Российской Федерации) в семье рабочего-рыбака. Русский. Окончил начальную школу. До призыва на военную службу работал в рыболовецкой артели.
В ряды Рабоче-крестьянской Красной Армии был призван Черноярским районным военкоматом Сталинградской области в 1937 году.
Срочную службу нёс в Монгольской Народной Республике в составе 175-го артиллерийского полка 36-й мотострелковой дивизии 57-го особого корпуса. Окончил полковую школу младших командиров, получил воинскую специальность командира артиллерийского орудия. Когда в первой половине мая 1939 года на монгольско-китайской границе в районе реки Халхин-Гол начались боевые действия.
Утром 29 мая советско-монгольские войска перешли в контрнаступление против подразделений Квантунской армии, накануне крупными силами вторгшихся на территорию Монголии, и отбросили их за государственную границу. Большую роль сыграл артиллерийский дивизион 175-го артиллерийского полка, который нанёс японцам большой урон в живой силе и технике. Особо отличился расчёт отделенного командира Н. З. Попова, который уничтожил 1 японский танк, 2 броневика и 8 автомашин с пехотой.
2-5 июня 1939 года участвовал в отражении нападения численно превосходящих сил Квантунской армии, которых поддерживало 130 танков.
8 июля в ходе японского наступления на позиции полка крупному японскому отряду удалось прорваться к орудию Н. Попова и окружить его. Когда в неравном бою вышел из строя весь расчёт, командир продолжал сражаться в одиночку, расстреливая японскую пехоту огнём с прямой наводки, пока не погиб.
Указом Президиума Верховного Совета СССР от 17 ноября 1939 года Попову Николаю Захаровичу было присвоено звание Героя Советского Союза посмертно.
Похоронен Н. Попов на территории Монголии в братской могиле советских воинов на месте боя у реки Халхин-Гол.

## Награды
- Медаль «Золотая Звезда» (17.11.1939, посмертно);
- орден Ленина (17.11.1939, посмертно).